# Vegard Opaas
Vegard Opaas (* 11. Januar 1962 in Oslo) ist ein ehemaliger norwegischer Skispringer.

## Werdegang
Opaas bestritt sein erstes Weltcupspringen am 27. Januar 1982 in St. Moritz und erreichte auf Anhieb den zehnten Rang. In den gesamten 1980er Jahren erreichte er häufig Spitzenplatzierungen, musste sich aber meist Matti Nykänen und Jens Weißflog geschlagen geben. Sein erster von insgesamt sieben Weltcupsiegen gelang ihm am 11. Dezember 1983 in Thunder Bay. Bei den Olympischen Winterspielen 1984 in Sarajewo erreichte er den achten Rang auf der Normalschanze.
Die erfolgreichste Saison war für Opaas der Winter 1986/87. Bei der Nordischen Skiweltmeisterschaft, der einzigen, an der er in seiner Karriere teilnahm, gewann der Norweger Silber auf der Normalschanze und im Mannschaftsspringen, zudem Bronze auf der Großschanze. Er gewann außerdem zum einzigen Mal in seiner Karriere den Gesamtweltcup und war zugleich der erste Norweger mit diesem Titel. Beim Skifliegen in Planica erreichte Opaas am 15. März 1987 mit 193 Metern seine persönliche Bestweite, die nur einen Meter unter dem einen Tag vorher aufgestellten Weitenweltrekord von Piotr Fijas lag. Beide Weiten wurden aufgrund der damaligen Regel aber nur mit 191 Metern gewertet. Trotz des Erfolges erreichte Opaas nie auf einer Flugschanze einen Podestrang.
Nach dem Winter 1989/90 beendete Opaas seine Karriere.

## Erfolge

### Weltcupsiege im Einzel
| Nr. | Datum             | Ort           | Typ           |
| --- | ----------------- | ------------- | ------------- |
| 1.  | 11. Dezember 1983 | Thunder Bay   | Großschanze   |
| 2.  | 14. Dezember 1985 | Lake Placid   | Großschanze   |
| 3.  | 13. Dezember 1986 | Lake Placid   | Normalschanze |
| 4.  | 30. Dezember 1986 | Oberstdorf    | Großschanze   |
| 5.  | 10. Januar 1987   | Štrbské Pleso | Normalschanze |
| 6.  | 20. Februar 1987  | Rælingen      | Normalschanze |
| 7.  | 11. Dezember 1988 | Lake Placid   | Normalschanze |

### Europacupsiege im Einzel
| Nr. | Datum          | Ort       | Typ           |
| --- | -------------- | --------- | ------------- |
| 1.  | 8. Januar 1983 | Planica   | Normalschanze |
| 2.  | 6. Januar 1985 | Willingen | Großschanze   |
| 3.  | 8. Januar 1988 | Planica   | Normalschanze |

## Statistik

### Weltcup-Platzierungen
| Saison  | Platz | Punkte |
| ------- | ----- | ------ |
| 1981/82 | 40.   | 013    |
| 1982/83 | 32.   | 024    |
| 1983/84 | 10.   | 096    |
| 1984/85 | 30.   | 025    |
| 1985/86 | 07.   | 131    |
| 1986/87 | 01.   | 218    |
| 1987/88 | 12.   | 060    |
| 1988/89 | 15.   | 055    |
| 1989/90 | 41.   | 012    |

### Europacup-Platzierungen
| Saison  | Platz | Punkte |
| ------- | ----- | ------ |
| 1982/83 | 02.   | 088    |
| 1984/85 | 37.   | 025    |
| 1986/87 | 73.   | 012    |
| 1987/88 | 15.   | 056    |